# Zwartkeelhoningzuiger
De zwartkeelhoningzuiger (Aethopyga saturata) is een zangvogel uit de familie Nectariniidae (honingzuigers).

## Verspreiding en leefgebied
Deze soort telt 10 ondersoorten:
- A. s. saturata: de centrale en oostelijke Himalaya.
- A. s. assamensis: noordoostelijk India, noordelijk Myanmar en zuidwestelijk China.
- A. s. galenae: noordwestelijk Thailand.
- A. s. petersi: van oostelijk Myanmar tot zuidoostelijk China en noordelijk Indochina.
- A. s. sanguinipectus: zuidoostelijk Myanmar.
- A. s. anomala: centraal Maleisië.
- A. s. wrayi: zuidelijk Maleisië.
- A. s. ochra: zuidelijk Laos en centraal Vietnam.
- A. s. johnsi: zuidelijk Vietnam.
- A. s. cambodiana: zuidoostelijk Thailand en zuidwestelijk Cambodja.